# 尿素回路

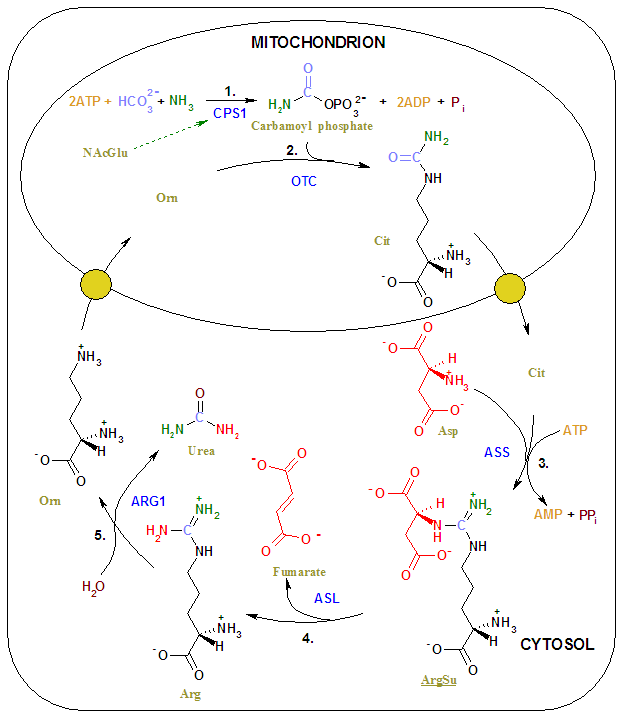
尿素回路。黄色の円はミトコンドリア膜の輸送系。

尿素回路（にょうそかいろ、Urea cycle）、またはオルニチン回路(Ornithine cycle)は、ほとんどの脊椎動物に見られる代謝回路のひとつ。肝臓細胞のミトコンドリアと細胞質において発現し、アンモニアから尿素を生成する。最初に発見された代謝回路であり、1932年にハンス・クレブスとクルツ・ヘンゼライトによって発見された（クレブスのクエン酸回路は1937年に発見）。

## 回路の調節
尿素回路の反応速度はN-アセチルグルタミン酸の濃度に依存している。なぜなら第一段階の反応であるアンモニアと炭酸からカルバモイルリン酸を生成する反応を触媒する酵素：カルバモイルリン酸シンテターゼ I (CPS I)は、N-アセチルグルタミン酸によってアロステリックに活性化されるためである。
アミノ酸分解の速度が上がるとその脱アミノ反応によりグルタミン酸の合成速度が上がり、これがシグナルとなってN-アセチルグルタミン酸の合成速度が上がる。その結果、CPS I が活性化されて尿素回路が活発になる。N-アセチルグルタミン酸はグルタミン酸N-アセチルトランスフェラーゼによってグルタミン酸とアセチルCoAから合成され、特異的ヒドラーゼによって分解される。

## 尿素回路の反応系
反応系の第4段階で生成したフマル酸はクエン酸回路と同じ経路でオキサロ酢酸に変えられ糖新生に使われる。

| 段階 | 反応物                            | 生成物                                | 酵素                               | 酵素  | 酵素     | 酵素   | 場所                          |
| 段階 | 反応物                            | 生成物                                | 酵素名                             | 略号  | EC番号   | 補因子 | 場所                          |
| ---- | --------------------------------- | ------------------------------------- | ---------------------------------- | ----- | -------- | ------ | ----------------------------- |
| 1    | アンモニア + 炭酸 + 2ATP          | 2ADP + リン酸 + カルバモイルリン酸    | カルバモイルリン酸シンテターゼI    | CPS I | 6.3.4.16 |        | ミトコンドリア                |
| 2    | カルバモイルリン酸 + オルニチン   | シトルリン + リン酸                   | オルニチントランスカルバモイラーゼ | OTC   | 2.1.3.3  |        | ミトコンドリア                |
| 3    | シトルリン + アスパラギン酸 + ATP | AMP + ピロリン酸 + アルギニノコハク酸 | アルギニノコハク酸シンテターゼ     | ASS   | 6.3.4.5  |        | 細胞質基質 (ミトコンドリア外) |
| 4    | アルギニノコハク酸                | フマル酸 + アルギニン                 | アルギニノコハク酸リアーゼ         | ASL   | 4.3.2.1  |        | 細胞質基質 (ミトコンドリア外) |
| 5    | アルギニン + 水                   | 尿素 + オルニチン                     | アルギナーゼ                       | ARG I | 3.5.3.1  | Mn     | 細胞質基質 (ミトコンドリア外) |

尿素回路の反応

１L-オルニチン
2 カルバモイルリン酸
3 L-シトルリン
4 アルギニノコハク酸
5 フマル酸
6 L-アルギニン
7 尿素
 L-Asp L-アスパラギン酸
CPS-1 カルバモイルリン酸シンターゼI
OTC オルニチントランスカルバモイラーゼ
ASS アルギニノコハク酸シンターゼ
ASL アルギニノコハク酸リアーゼ
ARG1 アルギナーゼ1

### 総括反応式
1段階目の NH+4 + HCO−3 はNH3 + CO2 + H2Oに等価である。
故に、尿素回路の総括反応式は、
NH3 + CO2 + アスパラギン酸 + 3 ATP + 3 H2O → 尿素 + フマル酸 + 2 ADP + 2 Pi + AMP + PPi + H2O
フマル酸とアンモニアはアスパラギン酸に変換され、同時にPPi + H2O → 2 Piの反応が起きるので、これも含めると、
2 NH3 + CO2 + 3 ATP + 3 H2O → 尿素 + 2 ADP + 4 Pi + AMP

## カルバモイルリン酸合成酵素(CPS)
真核生物には、カルバモイルリン酸合成酵素I (CPS I)(英) とカルバモイルリン酸合成酵素II (CPS II)(英) の2種類のカルバモイルリン酸合成酵素がある。ミトコンドリアにあるCPS Iはアンモニアからカルバモイルリン酸を合成して尿素回路にそれを供給し、サイトゾルにあるCPS IIはグルタミンのアミノ基からカルバモイルリン酸を合成してオロト酸を経由するピリミジン塩基の生合成経路に供給している。
カルバモイルリン酸合成酵素I欠損症(英)では、カルバモイルリン酸合成酵素I が不足して高アンモニア血症や精神症状を呈することがある。常染色体劣性遺伝による先天性代謝異常症。